# Unsere Liebe Frau von Walsingham (Houston)

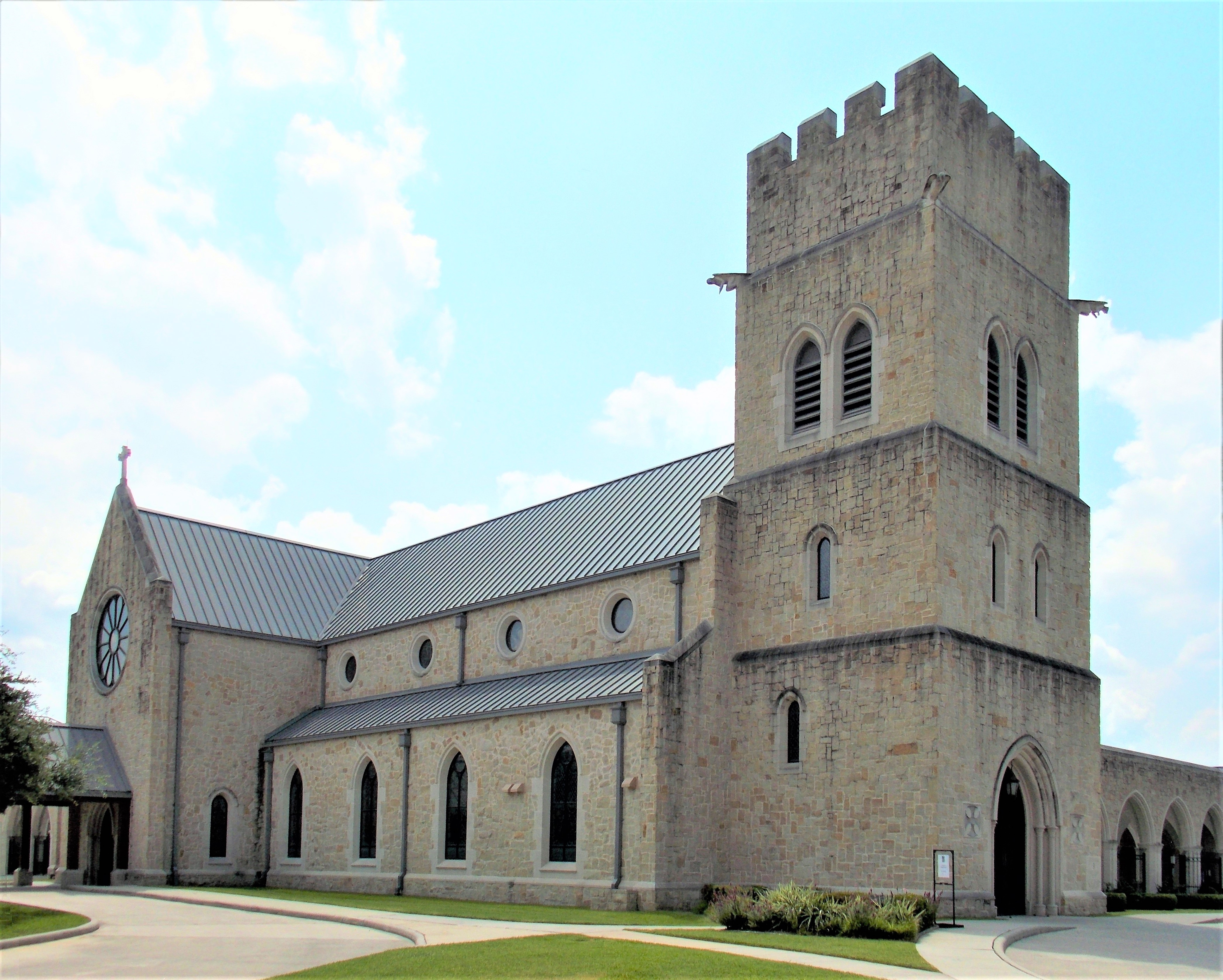
Our Lady of Walsingham von Nordosten

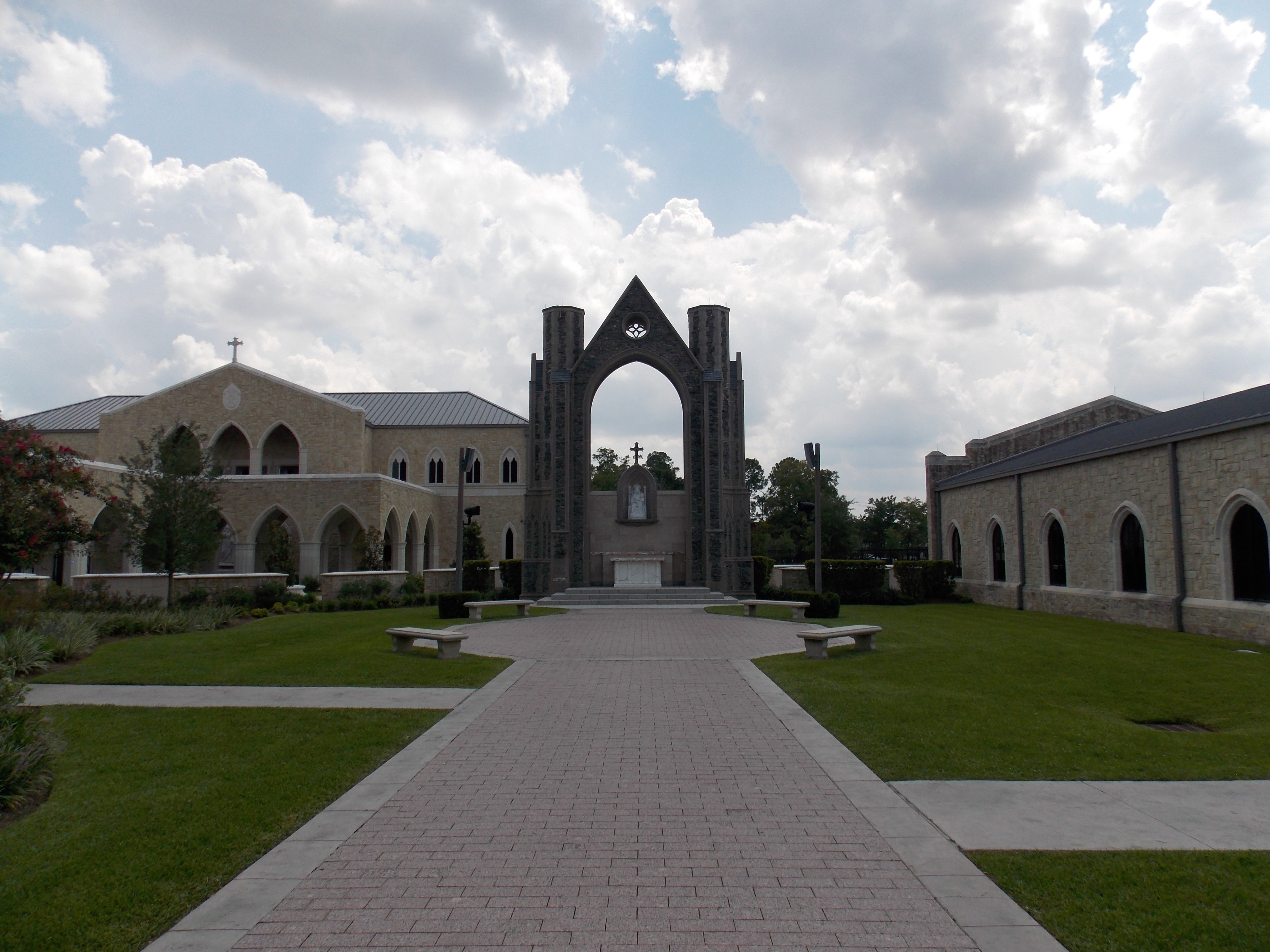
Blick von der Kirche nach Süden auf die Nachbildung der Portalruine von Walsingham Abbey mit Muttergottesbild und Außenaltar; links das Ordinariatsgebäude, rechts St. Jude Hall

Unsere Liebe Frau von Walsingham (Our Lady of Walsingham) ist eine römisch-katholische Kirche des Anglican Use in Houston, Texas. Die Planung der nach dem Vorbild englischer gotischer Kirchen entworfenen Basilika begann 1999, die Weihe war 2011. Seit der Errichtung des Personalordinariats Kathedra Petri am 1. Januar 2012 ist sie dessen Hauptkirche.

## Geschichte
Im Jahr 1980 gab Papst Johannes Paul II. mit der Pastoral Provision dem anglikanischen Ritus innerhalb der römisch-katholischen Kirche einen Rechtsstatus und ermöglichte die Gründung von Personalgemeinden überwiegend konvertierter ehemals anglikanischer (episkopaler) Priester und Laien.
Der Übertritt von zwei Pfarrern und mehreren Laien aus der Episcopal Diocese of Texas 1984 war der Anfang der heutigen Gemeinde und Gebäude in Houston. Die Gemeinschaft, die sich unter den Schutz Unserer Lieben Frau von Walsingham stellte, wuchs und versammelte sich mehr als zwanzig Jahre in wechselnden Räumen, die für Gottesdienst, Begegnung und soziale Aktivitäten hergerichtet wurden. Die Einzelspende einer anonymen „Lady“ bildete 1999 den Grundstock für den Bau der heutigen Kirche und des zugehörigen Gebäudeensembles, in das auch die 1992 gebaute Vorgängerkapelle – heute St. Jude Hall – einbezogen wurde. Im Mai 2011 weihte der Erzbischof von Galveston-Houston Kardinal Daniel DiNardo die Kirche. Als 2012 entsprechend der Konstitution Anglicanorum coetibus Benedikts XVI. von 2009 das Personalordinariat Kathedra Petri für Nordamerika gebildet wurde, erhielt es hier sein Zentrum.

## Gebäude
Die dreischiffige Basilika mit Querhaus und zinnengekröntem Turm ebenso wie der Kreuzgang, der die Kirche mit den Gemeinderäumen verbindet, sind als Reminiszenz des Early English Style gestaltet. Der Komplex umfasst auch eine verkleinerte Nachbildung der Portalruine von Walsingham Abbey in Walsingham (Norfolk) und eine Replik des Gnadenbildes Unsere Liebe Frau von Walsingham.